# Bitwa pod Meung-sur-Loire
Bitwa pod Meung-sur-Loire – starcie zbrojne, które miało miejsce 15 czerwca 1429 roku. Była jedną z szeregu zwycięskich bitew Joanny d’Arc, do jakich doszło po odblokowaniu Orleanu. Kampania, podczas której do niej doszło, była pierwszą większą i zakończoną sukcesem kampanią francuską w czasie wojny stuletniej.

## Tło
Meung-sur-Loire to niewielkie miasteczko na północnym brzegu Loary w środkowej Francji, nieco na zachód od Orleanu. Przez rzekę na wysokości miasta przebiega most który miał strategiczne znaczenie w końcowym okresie wojny. Meung-sur-Loire zostało kilka lat wcześniej zajęte przez Anglików, jako punkt wyjścia dla planowanej ofensywy na południe Francji. Podczas omawianej bitwy francuskie uderzenie doprowadziło do odebrania mostu i tym samym trwale powstrzymało parcie Anglików ku południowi.
Kampania roku 1429 w Dolinie Loary składała się z następujących akcji zbrojnych:
1. Oblężenie Orleanu
2. Bitwa pod Jargeau
3. Bitwa pod Meung-sur-Loire
4. Bitwa pod Beaugency
5. Bitwa pod Patay
Praktycznie cała Francja na północ od Loary (a wraz z nią mosty na tej rzece) znalazła się pod okupacją angielską przed końcem 1428 roku. W październiku hrabia Salisbury uderzył wprost na Orlean, jedyne miasto, które osłaniało południe Francji. Most w Orleanie został zniszczony pod koniec oblężenia i tym samym Francuzi stracili kontrolę nad wszystkimi przeprawami przez rzekę. 
Cztery niewielkie starcia po zdjęciu oblężenia Orleanu – pod Jargeau, Meung-sur-Loire, Beaugency i Patay – doprowadziły do odzyskania kontroli nad ww. przeprawami i pokazały, że francuskie wojska odzyskały wolę walki. Nowe zaciągi oraz dostawy zaopatrzenia przyczyniły się do gotowości tych wojsk do późniejszych uderzeń na Reims i Paryż. Podczas tej krótkiej kampanii Francuzi zabili lub wzięli do niewoli większość czołowych angielskich dowódców i (co ważniejsze) zdziesiątkowali szeregi świetnie wyszkolonych angielskich łuczników.

## Przebieg bitwy
Angielska obrona Meung-sur-Loire opierała się na trzech elementach: otoczone murami miasto, ufortyfikowany most, a także duży murowany zamek biskupów Orleanu nieopodal miasta. Zamek stanowił siedzibę angielskich dowódców Johna Talbota i Thomasa Scalesa. Większość żołnierzy obsadzała fortyfikacje miejskie sądząc, że tu zostanie skierowane uderzenie nadciągających oddziałów francuskich.
Joanna d’Arc i książę Jan II d’Alençon dowodzili oddziałami Jeana d’Orléans, Gilles’a de Rais, Jeana Potona de Xaintrailles'a i La Hire'a. Szacunkowa siła tej armii, według Journal du Siège d’Orléans, wynosiła 6000–7000 ludzi (przypuszczalnie znaczny odsetek stanowili towarzyszący wojsku cywile). Nie podejmując ataku na zamek i miasto, Francuzi uderzyli wprost na fortyfikacje mostu, zdobywając je zaraz pierwszego dnia, po czym natychmiast obsadzili zdobyte pozycje. To skutecznie powstrzymało ofensywę Anglików na południe od Loary.